# Dropbox
Dropbox este un serviciu de găzduire (hosting) a fișierelor operat de Dropbox, Inc., având sediul în San Francisco, California. Dropbox este un serviciu de cloud care oferă spațiu de stocare al datelor, servicii de sincronizare a datelor și software de tip client. Dropbox permite utilizatorului să-și creeze un dosar special pe fiecare dintre calculatoarele lui, pe care Dropbox le sincronizează, astfel încât se creează impresia că același dosar (cu aceleași fișiere) apare pe fiecare dintre calculatoarele utilizatorului. Fișierele salvate în acest dosar sunt accesibile și printr-o interfață web, dar și prin intermediul aplicațiilor de pe telefoanele mobile.
Dropbox, Inc., a fost înființată în anul 2007 de Drew Houston și Arash Ferdowsi, ca o companie start-up.
Dropbox are software client pentru diferite sisteme de operare cum ar fi Microsoft Windows, Mac OS X, Linux, Android, iOS, BlackBerry, dar și Symbian, Windows Phone și MeeGo.

## Model de afaceri
Dropbox implementează modelul de afaceri numit freemium. Utilizatorii își pot crea un cont gratuit cu care pot stoca o cantitate limitată de date, dar pentru a putea stoca mai multe date trebuie să plătească un abonament. 
Clientul desktop poate stoca fișiere de orice dimensiune. Fișierele încărcate prin intermediul interfeței web sunt limitate la 10GB per fișier. 
În anul 2014, Dropbox avea aproximativ 200 de milioane de clienți, de zece ori mai mult față de anul 2010.
În anul 2011, valoarea companiei Dropbox era estimată la 4 miliarde de dolari, iar în 2014, valoarea acesteia era estimată la 10 miliarde de dolari.

## Concurența
- 4shared.com
- AltDrive
- Bitcasa
- Box
- CloudMe
- Copy.com
- Cubby
- Droplr
- EnduraData
- Google Drive
- hubic.com
- iCloud
- Mega
- mediafire.com
- shared.com
- SkyDrive
- SparkleShare
- SpiderOak
- SugarSync
- Surdoc
- Syncplicity - EMC Corporation
- TeamDrive
- Tresorit
- Ubuntu One
- Yandex Disk